# Jelena Jegoszyna
Jelena Wasiljewna Jegoszyna (ros. Елена Васильевна Егошина; ur. 24 grudnia 1972) – rosyjska zapaśniczka walcząca w stylu wolnym. Brązowa medalistka mistrzostw świata w 1994, 1995 i 1998; czwarta w 1992, 1993 i 1996; piąta w 2000. Zdobyła pięć medali w mistrzostwach Europy w latach 1993-1999.